# 서울삼육고등학교
서울삼육고등학교(서울三育高等學校)는 대한민국 경기도 구리시 교문동에 있는 사립 고등학교이다.

## 학교 연혁
- 1906년 10월 10일 : 선교사 스미스 목사가 순안에 학교설립
- 1907년 9월 12일 : 평안 관찰사로부터 보통과 4개년 고등과 3년 인가
- 1909년 10월 12일 : 선교사 노설 교장 취임
- 1910년 1월 10일 : 학부대신으로부터 사립학교 인가 받음
- 1913년 3월 25일 : 제1회 6명 졸업
- 1937년 3월 11일 : 제2,3회 20명 졸업, 일제의 탄압으로 동년 9월 1일 이경일 교장에게 인계함
- 1938년 4월 10일 : 신자자녀 12명으로 서울 본부교회에서 3년제 중학과정으로 삼육학원 개원
- 1941년 3월 10일 : 곽종수 원장 취임
- 1941년 3월 18일 : 일제 탄압으로  "삼육 농사 강습소"  라 개칭하고 해산
- 1947년 3월 1일 : 제1대 선교사 이제명 교장 취임
- 1949년 7월 21일 : 삼육중학교 제1회 졸업(50명)
- 1949년 11월 18일 : 본 교사를 고억리로 이전
- 1950년 6월 25일 : 6.25사변으로 임시휴교
- 1951년 1월 14일 : 제주도 성산포에서 임시개교
- 1951년 8월 8일 : 고등학교 제1회 졸업식(9명)
- 1952년 11월 1일 : 서울 수복으로 청량리 1번지에서 개교함
- 1955년 2월 18일 : 교지  "본향"  을 창간함
- 1956년 9월 2일 : 신교사 건축준공, 회기동으로 이전
- 1956년 11월 9일 : 회기동에 새로 교사 건축 이전, 삼육중학교회 조직
- 1961년 12월 7일 : 서울삼육고등학교로 인가 받음 (야간 3학급, 문보 제696호)
- 1966년 3월 3일 : 서울삼육고등학교 (주간) 개교
- 1967년 10월 5일 : 고등학교 야간을 폐지, 주간으로 학급증설 인가 받음 (학년당 2학급, 6학급)
- 1970년 4월 14일 : 서울 회기동 학교에서 교문리 신축 학교로 이전하고 4.15부터 새학교에서 수업시작
- 1994년 12월 1일 : 기숙사 준공
- 2001년 9월 23일 : 서울삼육고등학교 학급증설 (학년당 8학급 24학급)
- 2021년 12월 20일 : 체육관 준공
- 2023년 9월 11일 : 도서관 공간 재구조화 준공
- 2024년 2월 7일 : 제60회 186명 졸업(졸업생 누계 12,891명)
- 2024년 3월 1일 : 제19대 김성중 교장 취임

## 참고 자료
- 서울삼육고등학교 - 한국교육학술정보원 학교알리미